# Радомысленский, Евгений Вениаминович
Евге́ний Вениами́нович Радомы́сленский (17 октября 1935, Москва, СССР — 13 января 2019, Москва, Россия) — советский и российский актёр театра, режиссёр театра и кино, педагог, Заслуженный деятель искусств РСФСР (1981).

## Биография
Родился 17 октября 1935 года в Москве в семье актёра, впоследствии — крупного театрального педагога Вениамина Захаровича Радомысленского.
Окончил Щукинское училище (курс Ц. Л. Мансуровой).
В 1957—1959 году служил актёром в театре имени Моссовета, с 1959 по 1963 годы — театре «Современник».
С 1958 года преподавал в Школе-студии МХАТ. Среди его учеников Елена Проклова, Александр Балуев, Геннадий Бортников, Сергей Гармаш, Татьяна Васильева.
С 1993 года и до самой смерти являлся заведующим кафедрой актёрского мастерства в Институте современного искусства.
Скончался на 84-м году жизни 13 января 2019 года в Москве. Похоронен 15 января на Троекуровском кладбище.

## Творчество

### Роли в театре
- «Виндзорские проказницы» Шекспира[1].

### Постановки в театре
Евгений Вениаминович Радомысленский поставил более 80 спектаклей на театральных сценах Москвы, Праги, Гаваны, Белграда.
- 1966 — «Дурочка» Лопе де Вега (Театр-студия киноактёра)[5]
- 1970 — «Затюканный апостол» А. Е. Макаёнка (Московский академический театр Сатиры)
- 1985 — «Зойкина квартира» М. Булгаков (Школа-студия МХАТ)
- 1985 — «Джулия Ламберт», музыка А. Кремера, либретто и стихи В. Зеликовского по мотивам С. Моэма (Московская оперетта)
- 2004 — «Безумный день, или женитьба Фигаро» Бомарше (Театр-студия киноактёра)[5].

### Режиссёр кино
- 1970 — Эксперимент
- 1971 — Драматические отрывки. Н. В. Гоголь
- 1975 — Лебединая песня
- 1977 — Чеховские страницы
- 1981 — Уходя, оглянись…

## Награды и звания
- Орден Дружбы (30 июля 1999 года) — за заслуги перед государством, большой вклад в укрепление дружбы и сотрудничества между народами, многолетнюю плодотворную деятельность в области культуры и искусства[6].
- Заслуженный деятель искусств РСФСР (1981).
- Почётная грамота Президиума Верховного совета Российской Федерации (12 июля 1993 года) — за большой личный вклад в развитие отечественного театрального искусства, подготовку высококвалифицированных кадров для драматических театров[7].